# Многогранник Биркгофа
Многогранник Биркгофа Bn, который также называется многогранником назначений, многогранником дважды стохастических матриц или многогранником совершенных паросочетаний полного двудольного графа {\displaystyle K_{n,n}}, это выпуклый многогранник в RN (где {\displaystyle N=n^{2}}), точками которого являются дважды стохастические матрицы, то есть n × n матрицы, элементами которых служат неотрицательные вещественные числа и сумма строк и столбцов этих матриц равна 1.

## Свойства

### Вершины
Многогранник Биркгофа имеет n! вершин, по одной вершине на каждую перестановку n элементов. Это следует из теоремы Биркгофа — Фон Неймана, которая утверждает, что экстремальные точки многогранника Биркгофа — это матрицы перестановок, и потому, что любая дважды стохастическая матрица может быть представлена в виде выпуклой комбинации матриц перестановок. Это доказал в 1946 году в своей статье Гаррет Биркгоф, но эквивалентные результаты в терминах конфигураций и паросочетаний регулярных двудольных графов показали много ранее в 1894 году Эрнст Штайниц в своих тезисах и в 1916 году Денеш Кёниг.

### Рёбра
Рёбра многогранника Биркгофа соответствуют парам перестановок, различающихся циклом:
перестановка {\displaystyle (\sigma ,\omega )} такая, что {\displaystyle \sigma ^{-1}\omega } является циклом.
Из этого следует, что граф многогранника Bn является графом Кэли симметрической группы Sn. Отсюда также следует, что граф B3 является полным графом K6, а тогда B3 — смежностный многогранник.

### Фасеты
Многогранник Биркгофа лежит внутри (n2 − 2n + 1)-мерного аффинного подпространства n2-мерного пространства всех n × n матриц — это подпространство задаётся линейными ограничениями, что сумма по каждой строке и каждому столбцу равна единице. Внутри этого подпространства накладывается n2 линейных неравенств, по одному на каждую координату, требующих неотрицательности координат.
Таким образом, многогранник имеет в точности n2 фасет.

### Симметрии
Многогранник Биркгофа Bn вершинно транзитивен и гранетранзитивен (то есть двойственный многогранник вершинно транзитивен). Многогранник не входит в число правильных для n>2.

### Объём
Нерешённой задачей является нахождение объёма многогранников Биркгофа. Объём найден для {\displaystyle n\leqslant 10}. Известно, что объём равен объёму многогранника, ассоциированного со стандартной диаграммой Юнга. Комбинаторная формула для всех n дана в 2007. Следующую асимптотическую формулу нашли Родни Кэнфилд и Брендан МакКэй:
{\displaystyle \mathop {\mathrm {vol} } (B_{n})\,=\,\exp \left(-(n-1)^{2}\ln n+n^{2}-\left(n-{\frac {1}{2}}\right)\ln(2\pi )+{\frac {1}{3}}+o(1)\right).}

### Многочлен Эрхарта
Нахождение многочлена Эрхарта многогранника сложнее, чем нахождение объёма, поскольку объём можно легко вычислить из ведущего коэффициента многочлена Эрхарта. Многочлен Эрхарта, ассоциированный с многогранником Биркгофа, известен только для малых значений и только имеется гипотеза, что все коэффициенты многочленов Эрхарта (для многогранников Биркгофа) неотрицательны.

## Обобщения
- Многогранник Биркгофа является специальным случаем транспортного многогранника, многогранником прямоугольных матриц с неотрицательными элементами с заданными суммами по строкам и столбцам. Целые точки такого многогранника называются таблицами сопряжённости. Они играют важную роль в байесовой статистике.
- Многогранник Биркгофа является специальным случаем многогранника паросочетаний[англ.], определённого как выпуклая оболочка совершенных паросочетаний конечного графа. Описание фасет в этом обобщении дал Джек Эдмондс[англ.] (1965) и они связаны с алгоритмом Эдмондса[англ.].